# CryEngine 3
CryEngine 3 — ігровий рушій, розроблений німецькою компанією Crytek і є наступником рушія CryEngine 2. Він із самого початку розроблявся як багатоплатформовий і дозволяє створювати ігри для наступних платформ: ігрових консолей Microsoft Xbox 360, PlayStation 3 і IBM PC-сумісних комп'ютерів, а також наступних їхніх версій. CryEgnine 3 написано мовами C++ і Lua. В центрі логотипу рушія розташований назар — традиційний турецький амулет від лихого ока (компанія Crytek заснована трьома турецькими братами). CryEgnine 3 для керування музикою і звуком використовує бібліотеку FMOD.
23 березня 2009 року на виставці Game Developers Conference 2009 було продемонстровано перший відеоролик